# Mistrzostwa świata w fistballu kobiet
Mistrzostwa świata w fistballu kobiet (ang. Fistball World Championships) – międzynarodowy turniej fistballu organizowany przez Międzynarodową Federację Fistballu (IFA) dla żeńskich reprezentacji narodowych. Pierwsze mistrzostwa odbyły się w dniach 7-9 października 1994 roku w argentyńskim Buenos Aires. Rozgrywki odbywają się od 2014 regularnie co dwa lata. Najwięcej tytułów zdobyła reprezentacja Niemiec.

## Wyniki
| Rok  | Organizator             | T |  | Zwycięzca  | II miejsce | III miejsce |  | Uwagi     |
| 1994 | Buenos Aires, Argentyna | 1 |  | Niemcy     | Austria    | Brazylia    |  | 8 drużyn  |
| 1998 | Villach i Linz, Austria | 2 |  | Niemcy     | Szwajcaria | Brazylia    |  | 7 drużyn  |
| 2002 | Curitiba, Brazylia      | 1 |  | Szwajcaria | Brazylia   | Niemcy      |  | 7 drużyn  |
| 2006 | Jona, Szwajcaria        | 3 |  | Niemcy     | Brazylia   | Austria     |  | 9 drużyn  |
| 2010 | Santiago, Chile         | 1 |  | Brazylia   | Niemcy     | Austria     |  | 6 drużyn  |
| 2014 | Drezno, Niemcy          | 4 |  | Niemcy     | Austria    | Brazylia    |  | 10 drużyn |
| 2016 | Curitiba, Brazylia      | 5 |  | Niemcy     | Brazylia   | Szwajcaria  |  | 7 drużyn  |
| 2018 | Linz, Austria           | 6 |  | Niemcy     | Szwajcaria | Brazylia    |  | 11 drużyn |
| 2021 | Grieskirchen, Austria   | 7 |  | Niemcy     | Austria    | Szwajcaria  |  | 8 drużyn  |
| 2024 |                         |   |  |            |            |             |  | ? drużyn  |

## Klasyfikacja medalowa
W dotychczasowej historii Mistrzostw świata na podium oficjalnie stawało w sumie 4 drużyn. Liderem klasyfikacji są Niemcy, którzy zdobyli 7 tytułów mistrzowskich.
Stan na sierpień 2024.
| Lp. | Reprezentacja | Miejsca na podium | Miejsca na podium | Miejsca na podium | Zwycięskie sezony |   |   |                                          |
| --- | ------------- | ----------------- | ----------------- | ----------------- | ----------------- | - | - | ---------------------------------------- |
| Lp. | Reprezentacja | 1.                | Niemcy            | 7                 | Zwycięskie sezony | 1 | 1 | 1994, 1998, 2006, 2014, 2016, 2018, 2021 |
| 2.  | Brazylia      | 1                 | 3                 | 4                 | 2010              |   |   |                                          |
| 3.  | Szwajcaria    | 1                 | 2                 | 2                 | 2002              |   |   |                                          |
| 4.  | Austria       | 0                 | 3                 | 2                 |                   |   |   |                                          |